# برنامه هرمس
پروژهٔ هِرمِس (انگلیسی: Project Hermes) یک برنامهٔ تحقیقاتی موشکی بود که در واکنش به حمله‌های موشکی آلمان در اروپا در طول جنگ جهانی دوم، از ۱۵ نوامبر ۱۹۴۴ تا ۳۱ دسامبر ۱۹۵۴ توسط سپاه مهمات نیروی زمینی ایالات متحده اجرا شد. هدف از این برنامه، ارزیابی نیازهای موشکی نیروهای میدانی ارتش بود. همکاری سپاه مهمات و جنرال الکتریک در زمینهٔ تحقیق و توسعه در ۲۰ نوامبر ۱۹۴۴ آغاز شد و به «توسعهٔ موشک‌های دوربردی که قابلیت استفاده بر علیه اهداف زمینی و هواگردهای ارتفاع بالا را داشتند» انجامید.

### یادکردها
1. 1 2 3 4 5 6  "Hermes A-3B". Smithsonian National Air and Space Museum. Archived from the original on 2007-07-07.
2. ↑  Gray 2000.
3. ↑  Neufeld 2007, p. 206.
4. ↑  Kennedy 2009, p. 30.
5. ↑  Bullard 1965, p. 7.